# قطن سوريا
قطن سوريا إن القطن من المحاصيل الزراعية الهامة في سوريا وله تاريخ طويل ويعتبر من المحاصيل الإستراتيجية ويزرع بكميات كبيرة في شمال وشمال شرق سورية في منطقة الجزيرة السورية.
يعتبر القطن السوري من أجود أنواع الأقطان في العالم، وسوريا من أوائل الدول في إنتاج القطن، ويصدر إلى الكثير من الدول وخاصة إلى الدول الأوروبية التي تستخدمه في صناعات المنسوجات عالية الجودة.

## الصناعات القطنية
تقوم صناعات نسيجية قطنية متطورة في سوريا ولها تاريخها ومعروفة بجودتها. والمنسوجات السورية لها شهرتها عالميا حيث تقوم على القطن صناعات عديدة مثل صناعة وحلج الأقطان - الخيوط القطنية وصناعة المنسوجات والأقمشة القطنية وصناعة القطن للاستخدامات الطبية والصناعية وكذلك صناعة الزيوت من بذرة القطن، ويتزايد تصدير القطن السوري عاما بعد عام والتي يتم عن طريق (المؤسسة العامة لحلج وتسويق الأقطان) وتقوم المؤسسة بتنظيم جمع وتسويق الأقطان وتزويد مصانع القطاع العام وتنظيم بيع وتسويق القطن للمصانع والمعامل والشركات في سوريا وتصدير الأقطان السورية إلى مختلف دول العالم.

## كرنفال ومهرجان القطن السوري
يُقام سنويا في مدينة حلب كرنفال و مهرجان القطن السوري يشارك فيه المنتجين والفعاليات وشركات صناعة النسيج والخيوط القطنية السورية والمؤسسة العامة لحلج وتسويق الأقطان وكافة المؤسسات والهيئات ذات الصلة التي تشارك بعروض كرنفالية تجوب شوارع مدينة حلب ، وتعود احتفالات مواسم القطن في سوريا إلى زمن بعيد لكن كرنفال أو مهرجان القطن يقام سنويا منذ منتصف القرن العشرين.